# Лагор (порода голубей)
Лагор — порода голубей. Лагоры получили своё название от города Лагор, Пакистан.
Внешний вид птиц создаёт впечатление гармонично сложенного, крупного голубя на высоких ногах, с гордой осанкой. На ногах лохмы. Интересная и очень ценная порода, но популяция к сожалению, очень малочисленная.